# Бувил (Ер и Лоар)
Бувил (фр. Bouville) насеље је и општина у централној Француској у региону Центар (регион), у департману Ер и Лоар која припада префектури Шатоден.
По подацима из 2011. године у општини је живело 551 становника, а густина насељености је износила 35,21 становника/km². Општина се простире на површини од 15,65 km². Налази се на средњој надморској висини од 156 метара (максималној 152 m, а минималној 127 m).

## Демографија
| 1962. | 1968. | 1975. | 1982. | 1990. | 1999. | 2011. |
| ----- | ----- | ----- | ----- | ----- | ----- | ----- |
| 437   | 456   | 391   | 373   | 386   | 419   | 551   |

График промене броја становника у току последњих година